# William Edward Hickman
William Edward Hickman (Sebastian County, Arkansas; 1908 – Prisión Estatal de San Quentin, Condado de Marin, California; 19 de octubre de 1928) fue un asesino estadounidense responsable del rapto, asesinato y desmembramiento de Marion Parker, una niña de 12 años. El periódico Los Angeles Times se refirió a las acciones de Hickman como «el crimen más horrible de los años 20».

## Asesino de Marion Parker
El 15 de diciembre de 1927, Hickman raptó a Parker, apareciendo en su junior high school (instituto de educación secundaria), y argumentando que su padre, Perry Parker, había sufrido un accidente de tráfico, y que deseaba ver a su hija. No advirtió que existían dos hermanas Parker gemelas, y no sabía el nombre de ninguna de ellas, pero una empleada administrativa volvió con una de las niñas y la dejó ir con él. Al día siguiente Hickman envió la primera de tres notas de rescate a la casa de los Parker, exigiendo 1500 dólares en certificados de oro.
El 19 de diciembre, el padre entregó el rescate en Los Ángeles, pero a cambio Hickman le devolvió el cuerpo desmembrado de la niña. Sus brazos y piernas habían sido amputados y sus órganos internos retirados. Una toalla que tenía el torso metida para absorber la sangre llevó a la policía al edificio de apartamentos de Hickman, pero este logró escapar. Se ofreció una recompensa de 100 000 dólares por su captura, que durante cerca de una semana Hickman consiguió eludir.
Finalmente fue capturado tras haber gastado parte del rescate en Washington y Oregón. Posteriormente confesó el rapto de Marion, pero culpó de su asesinato a un hombre que realmente estaba en la cárcel durante el momento del crimen. Fue extraditado de vuelta a Los Ángeles, donde confesó otro crimen que cometió durante el atraco a una farmacia, así como muchos otros atracos a mano armada.
Hickman fue uno de los primeros acusados que se acogieron al uso de la nueva ley de California que permitía peticiones de no culpabilidad por enfermedad mental. Sin embargo, en febrero de 1928 un jurado rechazó su petición y fue sentenciado a la pena de muerte. Apeló la condena, pero el Tribunal Supremo de California mantuvo el veredicto, y el 19 de octubre de 1928 murió ejecutado en la horca.

## The Little Streetde Ayn Rand
En 1928, la escritora Ayn Rand empezó a bosquejar una novela llamada The Little Street, cuyo héroe, de nombre Danny Renahan, iba a basarse en «lo que Hickman le sugirió [a ella]». La novela nunca fue acabada, pero Rand escribió notas sobre ella que se publicaron tras su fallecimiento en el libro Journals of Ayn Rand. Rand quería que el héroe de su novela fuese «un Hickman con un propósito. Y sin la degeneración. Es más exacto decir que el modelo no es Hickman, sino lo que Hickman me sugirió». Las eruditas sobre Rand Chris Matthew Sciabarra y Jennifer Burns interpretaron ambas que el interés de Rand sobre Hickman era un signo de su temprana admiración por las ideas de Friedrich Nietzsche. Rand escribió también, «lo primero que me impresiona acerca del caso es la cólera feroz de toda una sociedad contra un hombre. Con independencia de lo que el hombre haya hecho, siempre hay algo repugnante en la “virtuosa” indignación y el odio de masas de la “mayoría”. [...] Es repulsivo ver a todos estos seres con pecados y crímenes peores en sus propias vidas, virtuosamente condenando a un criminal...»